# いせ源
いせ源（いせげん）は、東京都千代田区神田須田町にあるあんこう鍋をはじめとするあんこう料理の専門店で、東都のれん会の会員店である。

## 歴史
1830年（天保元年）、初代立川庄蔵が中橋広小路（現在の京橋三丁目付近）でどじょう屋「いせ庄」として創業。2代目立川源四郎の時、店を神田連雀町（現在の神田須田町）に移転し、いせ庄の「いせ」と源四郎の「源」から店名を「いせ源」に改称。当初は種々の鍋料理を供していたが、特にあんこう鍋に人気が集まったため、大正時代の4代目立川政蔵の頃にあんこう料理専門店となった。ただし、あんこうが獲れない夏季には柳川鍋等の料理も提供している。

## 文化財
都選定歴史的建造物 - 平成13年選定
いせ源本館
建設年 - 昭和7年（1932年）、設計者 - 不詳、構造規模 - 木造3階、概要 - 「あんこう料理」、入母屋造りと2階の欄干に施された、菱形模様の彫が特徴。木製の看板は建築当時から使用（平成8年補修済）しているもの。

## ギャラリー

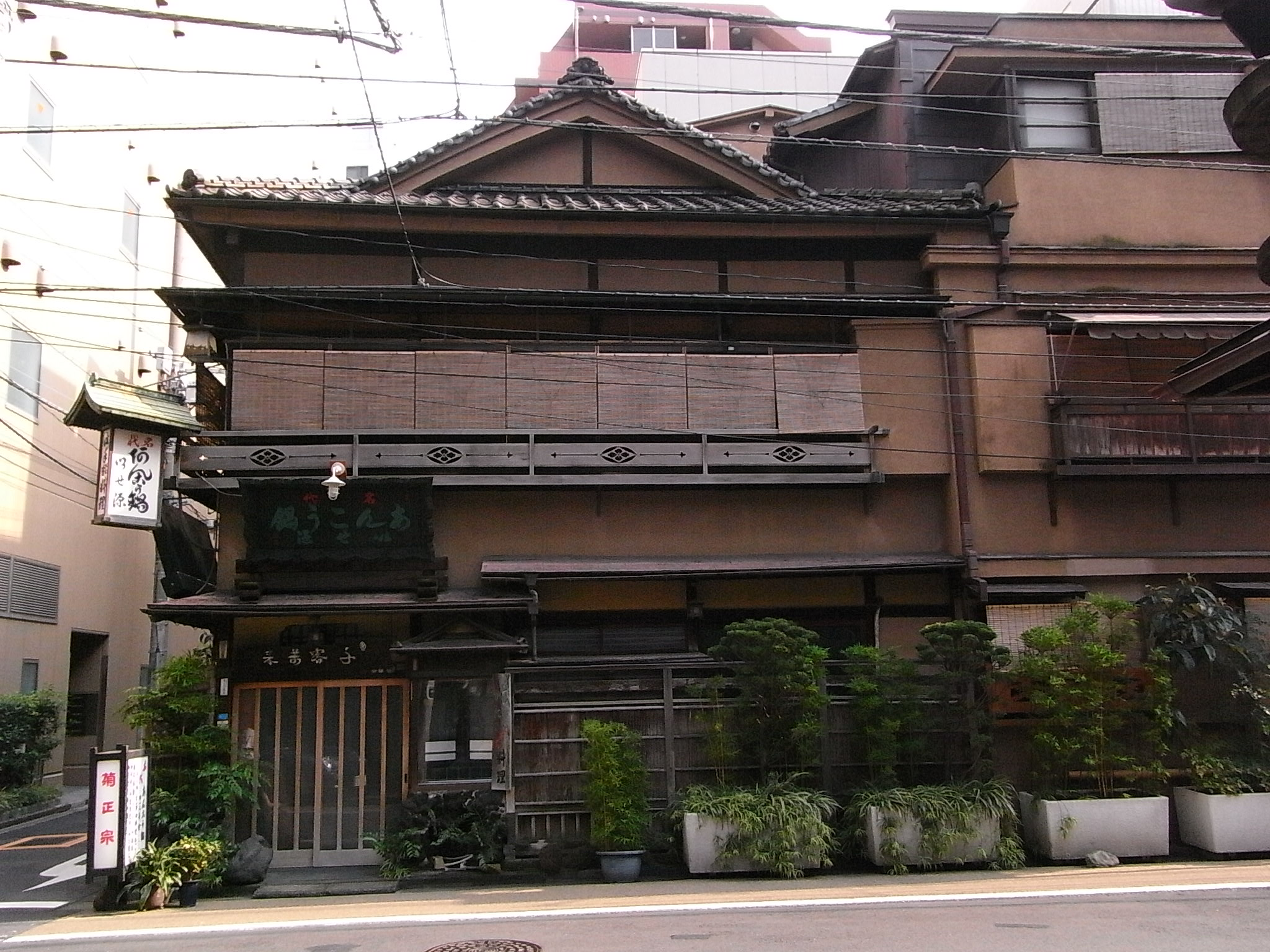
外観（2009年9月27日撮影）
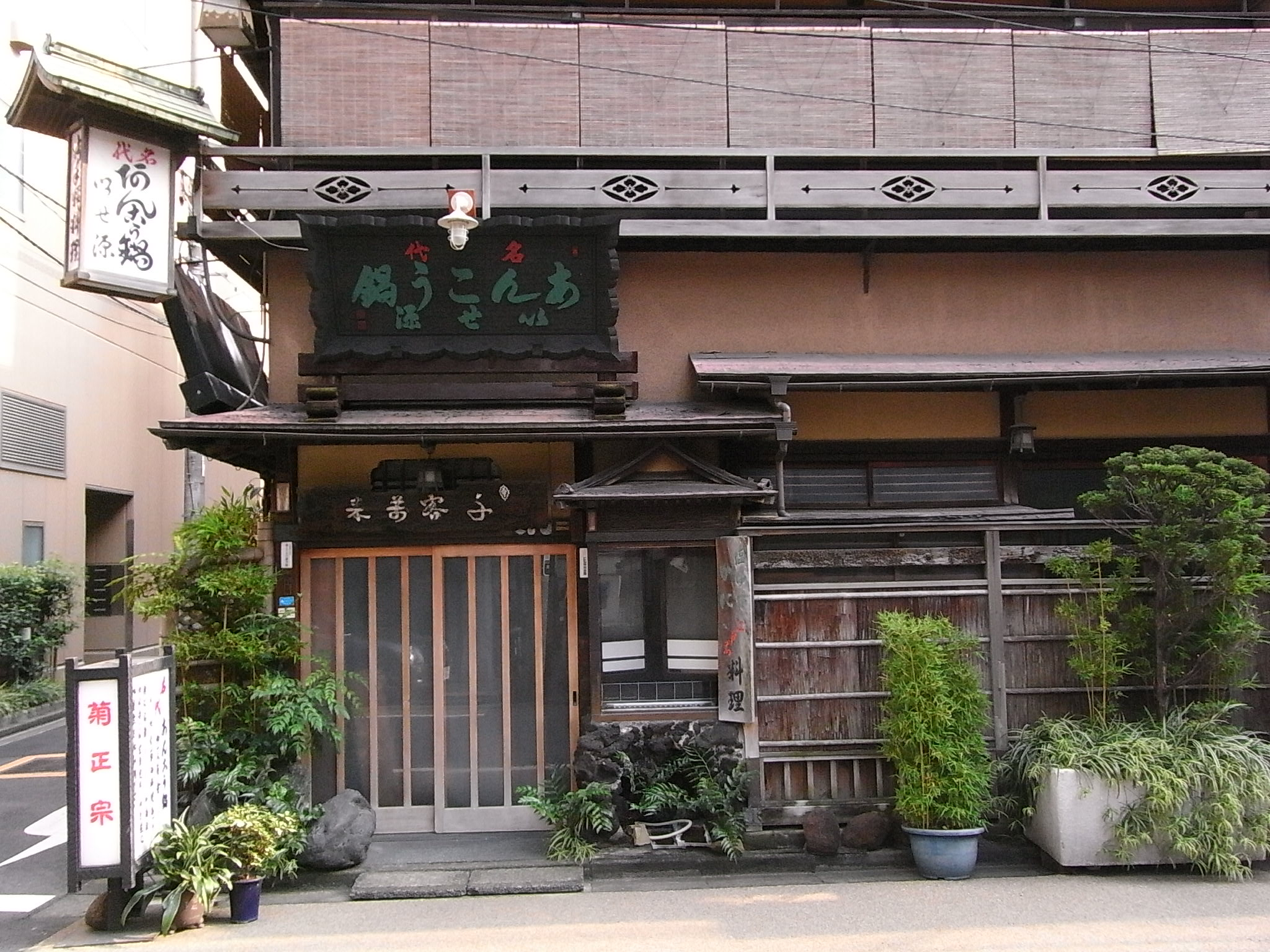
入口周り（2009年9月27日撮影）
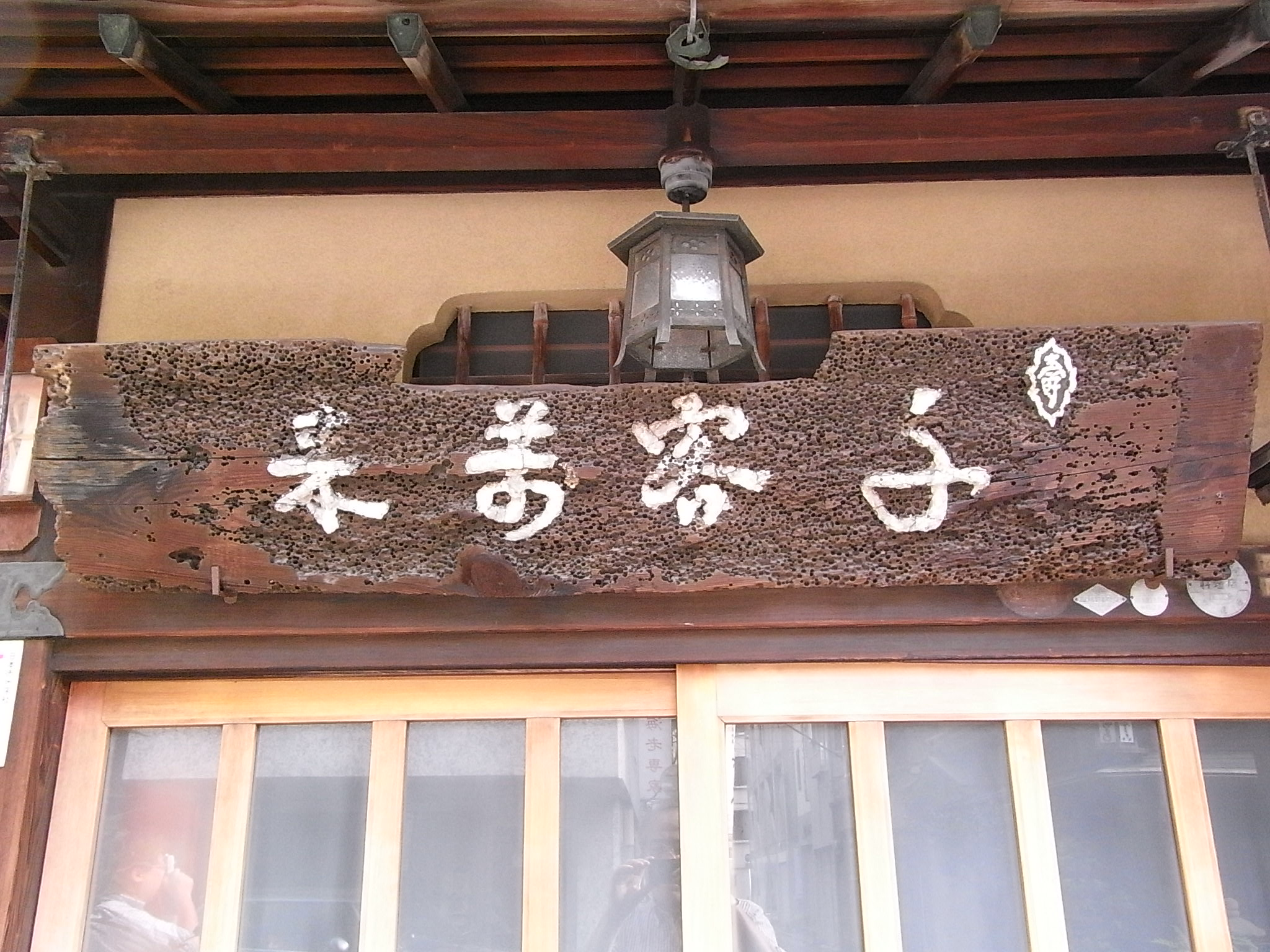
入口の看板（2009年9月27日撮影）
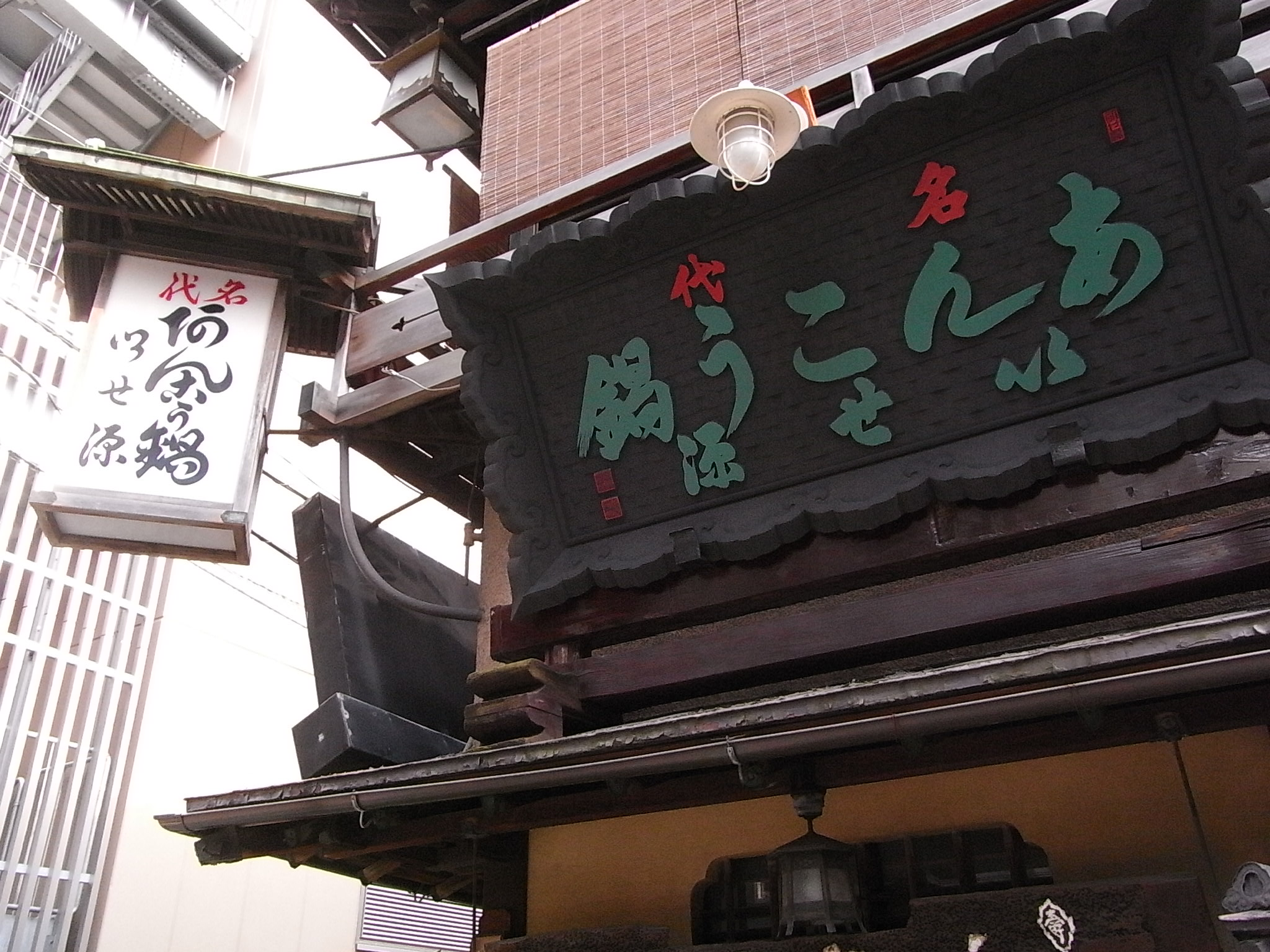
庇上の看板（2009年9月27日撮影）
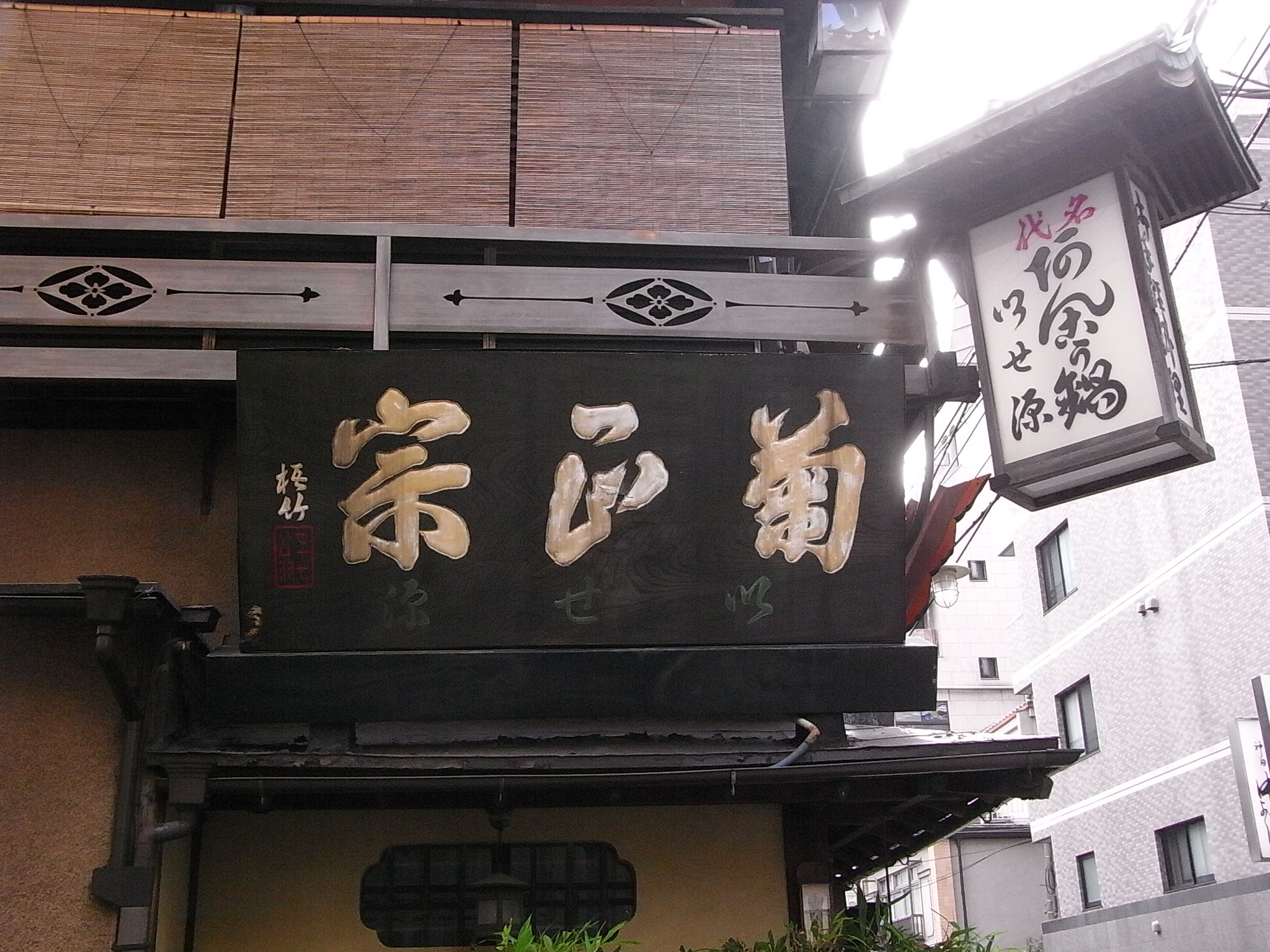
庇上の看板（2009年9月27日撮影）
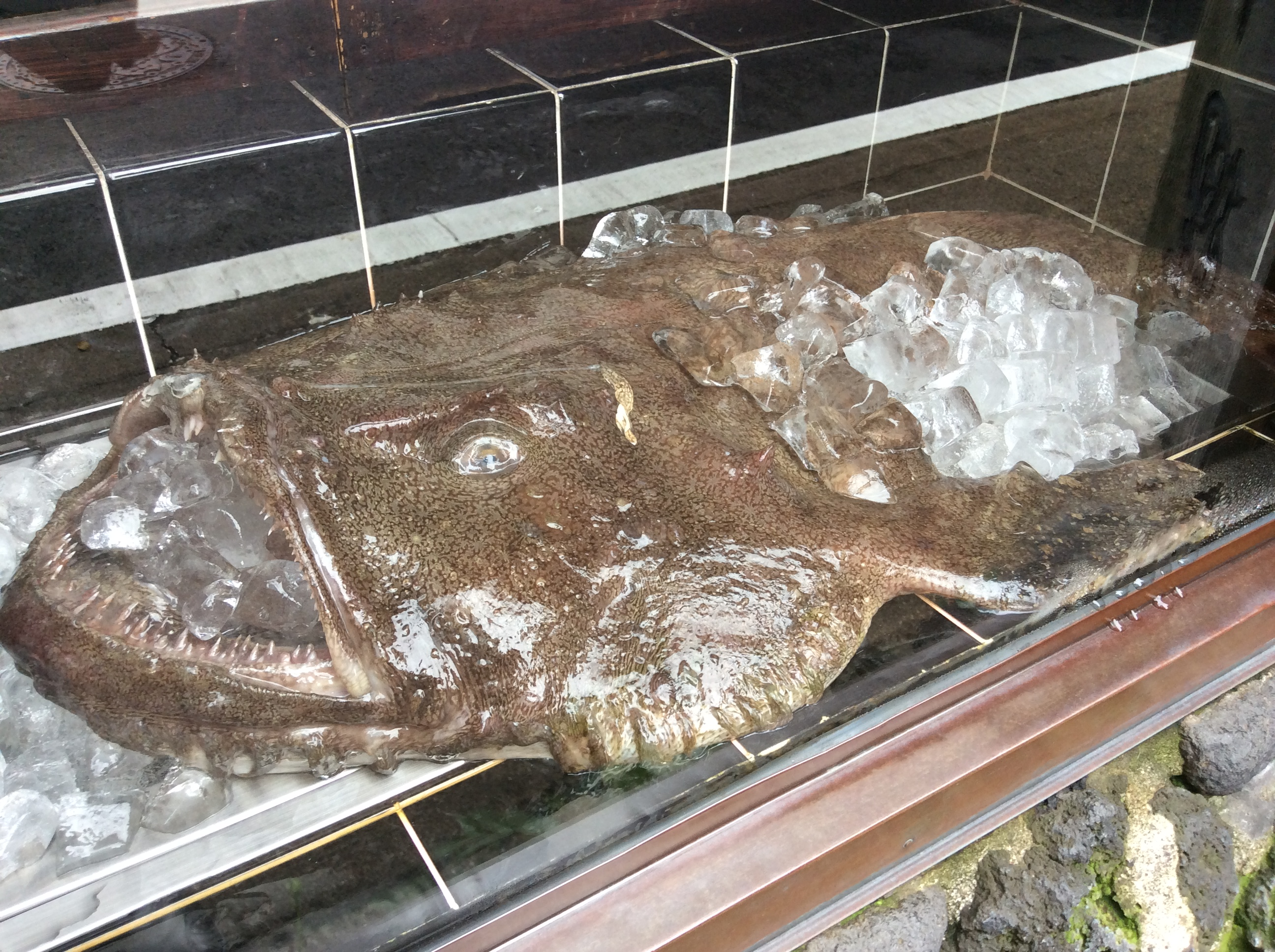
「あんこう」（2016年4月4日撮影）